# 中研次分區
中研次分區是臺北市南港區的一個次分區，位於南港區的東南部，由舊莊、後山、四分子、山豬窟組成，範圍包括中研里、九如里、舊莊里。

## 歷史
清代已有漢人將茶葉引進南港大坑（今南港區九如里）種植，為臺灣包種茶產業的發展，奠定了基礎。
日治後期，南港的茶產業逐漸沒落，原本以種植茶葉為主的大豐里（今舊莊里）及麗山里（今九如里），轉型為煤礦產業，原本蓬勃發展的茶產業，遂榮景不再，惟近年對南港茶產業的重視，使得原本沒落南港茶產業，重新站上舞台。
民國43年（1954年），中央研究院在南港舊莊復院，為本地區增添學術氣息。

## 機關
- 中央研究院

## 交通
臺北捷運在本地區沒有設站，可經由研究院路前往南港軟體園區站、南港展覽館站。
國道5號穿越本地區東部，可由此路線快速前往石碇、坪林、宜蘭等地，為重要的聯外道路。

## 學校
- 中華科技大學
- 舊莊國小
- 胡適國小

## 公園
- 胡適公園
- 山水綠生態公園

### 鄰里公園
本地區設有5座鄰里公園：
- 六福公園
- 幸福公園
- 福山公園
- 舊莊公園
- 理想公園